# 弗拉基米爾·尤里洛娃
弗拉基米爾·尤里洛娃（捷克語：Vladimíra Uhlířová，1978年5月4日—）是捷克職業女子網球運動員，2002年轉職業。她的WTA生涯最高雙打排名為第18（2007年10月1日）。
尤里洛娃獲得5座WTA雙打冠軍和17座ITF雙打冠軍，在單打方面目前從未獲得。

## 外部連結
- 弗拉基米爾·尤里洛娃的国际女子网球协会官方資料（英文）
- 弗拉基米爾·尤里洛娃的國際網球總會 職業／青少年 官方資料（英文）
- Fed Cup - Player profile - Vladimira UHLIROVA (CZE)[]